# Kanurennsport-Weltmeisterschaften 1973
Die 10. Kanurennsport-Weltmeisterschaften fanden 1973 in Tampere (Finnland) statt.
Es wurden Medaillen in 18 Disziplinen des Kanurennsports vergeben: sechs Canadier und neun Kajak-Wettbewerbe der Männer sowie drei Kajak-Wettbewerbe der Frauen.

## Ergebnisse

### Männer

#### Canadier
| Event        | Gold                                          | Zeit | Silber                                        | Zeit | Bronze                                  | Zeit |
| ------------ | --------------------------------------------- | ---- | --------------------------------------------- | ---- | --------------------------------------- | ---- |
| C-1 500 m    | Ungarn Miklós Darvas                          |      | Sowjetunion Nikolai Fedulow                   |      | Rumänien Ivan Patzaichin                |      |
| C-1 1000 m   | Rumänien Ivan Patzaichin                      |      | Sowjetunion Romualdas Vinojindis              |      | Ungarn Tamás Wichmann                   |      |
| C-1 10.000 m | Sowjetunion Wassyl Jurtschenko                |      | Rumänien Lipat Varabiev                       |      | Ungarn Tamás Wichmann                   |      |
| C-2 500 m    | Sowjetunion Oleg Kalidow Witali Slobodenjik   |      | Rumänien Gheorghe Danielov Gheorghe Simionov  |      | Polen Jerzy Opara Andrzej Gronowicz     |      |
| C-2 1000 m   | Rumänien Gheorghe Danielov Gheorghe Simionov  |      | Sowjetunion Vladislovas Česiūnas Juri Lobanow |      | Ungarn Tamás Wichmann Gyula Petrikovics |      |
| C-2 10.000 m | Sowjetunion Vladislovas Česiūnas Juri Lobanow |      | Rumänien Vasile Serghei Cherasim Munteanu     |      | Ungarn Tamás Buday Gábor Haraszti       |      |

#### Kajak
| Event                 | Gold                                                                         | Zeit | Silber                                                                     | Zeit | Bronze                                                                         | Zeit |
| --------------------- | ---------------------------------------------------------------------------- | ---- | -------------------------------------------------------------------------- | ---- | ------------------------------------------------------------------------------ | ---- |
| K-1 500 m             | Ungarn Géza Csapó                                                            |      | Sowjetunion Witali Truksin                                                 |      | Polen Grzegorz Śledziewski                                                     |      |
| K-1 1000 m            | Ungarn Géza Csapó                                                            |      | Polen Grzegorz Śledziewski                                                 |      | Sowjetunion Oleksandr Schaparenko                                              |      |
| K-1 10.000 m          | Sowjetunion Oleksandr Schaparenko                                            |      | Ungarn Péter Völgyi                                                        |      | Dänemark Jørgen Andersen                                                       |      |
| K-1 4 × 500 m Staffel | Sowjetunion Anatoli Kobrissew Witali Truksin Sergej Nikolski Oleg Tschegojew |      | Ungarn István Szabó István Csizmadia Zoltán Angyal Róbert Schaffhauser     |      | Rumänien Atanasie Sciotnic Mihai Zafiu Vasile Simioncenco Roman Vartolomeu     |      |
| K-2 500 m             | Sowjetunion Nikolai Kokol Piotr Greschta                                     |      | Ungarn József Deme János Rátkai                                            |      | Rumänien Ion Dragulschi Ernst Pavel                                            |      |
| K-2 1000 m            | Ungarn József Deme János Rátkai                                              |      | Rumänien Ion Dragulschi Ernst Pavel                                        |      | DDR Herbert Laabs Joachim Mattern                                              |      |
| K-2 10.000 m          | Ungarn Zoltán Bakó Géza Csapó                                                |      | Rumänien Ion Terente Antrop Varabiev                                       |      | Belgien Joseph Broeckx Paul Stinckens                                          |      |
| K-4 1000 m            | Ungarn József Deme János Rátkai Csongor Vargha Csaba Giczy                   |      | Sowjetunion Jurij Filatow Wolodymyr Morosow Nikolai Hakol Waleri Didenko   |      | DDR Norbert Paschke Peter Korsch Jürgen Lehnert Harald Marg                    |      |
| K-4 10.000 m          | Ungarn Csaba Giczy Tibor Nagy Csongor Vargha Géza Kralován                   |      | BR Deutschland Hans-Erich Pasch Horst Mattern Rudolf Blaß Eberhard Fischer |      | Rumänien Atanasie Sciotnic Cuprian Macarenco Costel Cosnita Vasile Simioncenco |      |

### Frauen

#### Kajak
| Event     | Gold                                                                     | Zeit | Silber                                                           | Zeit | Bronze                                                             | Zeit |
| --------- | ------------------------------------------------------------------------ | ---- | ---------------------------------------------------------------- | ---- | ------------------------------------------------------------------ | ---- |
| K-1 500 m | Sowjetunion Nina Gopowa                                                  |      | DDR Petra Borzym                                                 |      | Rumänien Viorica Dumitru                                           |      |
| K-2 500 m | DDR Ilse Kaschube Petra Borzym                                           |      | Sowjetunion Ljudmila Pinajewa Nina Gopowa                        |      | Ungarn Anna Pfeffer Ilona Tözsér                                   |      |
| K-4 500 m | Sowjetunion Nina Gopowa Laryssa Kabakowa Tamara Popowa Ljudmila Pinajewa |      | Ungarn Anna Pfeffer Ilona Tözsér Erzsébet Horváth Mária Zakariás |      | Rumänien Viorica Dumitru Maria Nichiforov Maria Cosma Maria Ivanov |      |

## Medaillenspiegel
| Rang   | Nation         | Gold | Silber | Bronze | Gesamt |
| ------ | -------------- | ---- | ------ | ------ | ------ |
| 1      | Sowjetunion    | 8    | 6      | 1      | 15     |
| 2      | Ungarn         | 7    | 4      | 5      | 16     |
| 3      | Rumänien       | 2    | 5      | 6      | 13     |
| 4      | DDR            | 1    | 1      | 2      | 4      |
| 5      | Polen          | –    | 1      | 2      | 3      |
| 6      | BR Deutschland | –    | 1      | –      | 1      |
| 7      | Belgien        | –    | –      | 1      | 1      |
| 7      | Dänemark       | –    | –      | 1      | 1      |
| Gesamt | Gesamt         | 18   | 18     | 18     | 54     |